# Shimian
Shimian är ett härad som lyder under Ya'ans stad på prefekturnivå i Sichuan-provinsen i sydvästra Kina.